# 金明訓
金明訓（キム・ミョンフン、김명훈、きん めいくん、1997年4月7日 - ）は、韓国の囲碁棋士。韓国棋院所属、九段。安東市白岩杯囲碁オープン最強戦優勝、三星火災杯世界囲碁マスターズベスト4など。

## 経歴
ゴールデンベル囲碁道場に学ぶ。2012、13年（17、18期）にLG杯統合予選にアマチュアとして出場、18期には中野寛也に1勝を挙げる。2014年初段。同年メジオン杯オープン新人王戦ベスト8、第1期Let's Run PARK杯ベスト8。2015年二段昇段、GSカルテックス杯プロ棋戦ベスト4、LG杯20周年記念新鋭挑戦者杯ベスト8、LG杯ベスト16、第2期Let's Run PARK杯決勝に進出し三段昇段。2016年、Let's Run PARK杯決勝で申眞諝に0-3で敗れ準優勝、新人王戦ベスト4、同年四段昇段。2017年未来の星新鋭最強戦優勝、これにより五段昇段。
2017年LG杯ベスト16、六段。2018年KBS杯バドゥク王戦ベスト4。2019年七段。2020年八段。2021年LG杯ベスト16。2022年LG杯ベスト8、三星火災杯ベスト4、九段。2023年に安東市白岩杯囲碁オープン最強戦で一般棋戦初優勝。2024年マキシムコーヒー杯準優勝。
韓国囲碁リーグは2014年に出場し新人王受賞。2016年には中国の乙級リーグ、2018-19年には甲級リーグに出場。韓国囲碁棋士ランキングでは2015年17位、2018年4月に11位、2023年5位。

### タイトル歴
- 未来の星新鋭最強戦 2017年
- 安東市白岩杯囲碁オープン最強戦 2023年

### 他の棋歴
国際棋戦
- 三星火災杯世界囲碁マスターズ 2022年ベスト4、2023年ベスト8
- LG杯世界棋王戦 2022年ベスト8
- Mlily夢百合杯世界囲碁オープン戦 2023年ベスト16
- 利民杯世界囲碁星鋭最強戦 2015年ベスト8
- おかげ杯国際新鋭対抗戦 2017年準優勝、2018年優勝
- 農心辛ラーメン杯世界囲碁最強戦 2017年 0-1（×党毅飛）
- 阿爾卑斯杯江西・ソウル囲棋新鋭対抗戦 2018年 1-1 楊楷文
- アジア競技大会 2023年男子団体戦優勝

国内棋戦など
- Let's Run PARK杯オープントーナメント 2016年準優勝
- マキシムコーヒー杯入神連勝最強戦 2024年準優勝
- YK建機杯 2022年3位
- 韓国囲碁リーグ
  - 2014年（正官庄）
  - 2015年（ポスコケムテク）6-10
  - 2016年（正官庄皇眞丹）8-5
  - 2017年（正官庄皇眞丹）10-6
  - 2018年（正官庄皇眞丹）10-4
  - 2019-20年（ホームアンドショッピング）9-7
  - 2020-21年（正官庄天鹿）10-4
  - 2021-22年（正官庄天鹿）9-7
  - 2022-23年（セルトリオン）16-6
  - 2023-24年（囲碁メッカ議政府）5-11
- 中国囲棋リーグ戦
  - 2016年乙級（拉薩棋院）2-6
  - 2018年甲級（中信北京）4-8
  - 2019年甲級（中信北京）4-5
  - 2020年乙級（浙江体彩）
  - 2022年甲級（民生信用卡北京）6-8
  - 2023年甲級（民生Visa北京）3-8